# Anemia cuneata
Anemia cuneata là một loài dương xỉ trong họ Anemiaceae. Loài này được Kunze ex Spreng. mô tả khoa học đầu tiên năm 1827.